# Selektywne modulatory receptorów progesteronu
Selektywne modulatory receptora progesteronowego (ang. selective progesterone receptor modulators, SPRM) – grupa leków działających na receptory dla progesteronu łączących działania agonistyczne i antagonistyczne, w zależności od tkanki docelowej. 
Znajdują zastosowanie w leczeniu endometriozy.
Należą do nich:
- Asoprisnil (J867)
- CDB-4124 (Proellex, Progenta)
- Preglem.